# Martin Callanan
Martin Callanan (n. 8 august 1961, Newcastle upon Tyne, Anglia, Regatul Unit) este un om politic britanic, membru al Parlamentului European în perioadele 1999-2004 si 2004-2009 din partea Regatului Unit.
1. ↑  Deputații în Parlamentul European